# Día de muertos (pel·lícula)
Día de muertos, també coneguda com Día de difuntos i Los hijos de la guayaba és una pel·lícula de comèdia dramàtica mexicana de 1988 dirigida per Luis Alcoriza. És la penúltima pel·lícula de Alcoriza com a director i l'última realitzada per ell íntegrament a Mèxic; la seva última pel·lícula dirigida, La sombra del ciprés es alargada, seria una coproducció mexicano-espanyola.

## Argument
En un cementiri durant el Dia de Morts, l'advocat Talamantes col·locarà una creu en la tomba de la seva mare. Allí es reuneix amb altres assistents que commemoren als seus familiars: un paleta, un poeta, el sabater Zacarías, el lampista Baltazar i el perruquer Pedro, amb les seves respectives famílies. A la calor de l'alcohol, tots discuteixen, mostren les seves febleses, resolen desavinences en parella, barallen, flirtegen, es reconcilien i es juren eterna amistat.

## Repartiment
- Pedro Weber "Chatanuga" com Baltazar.
- Manuel "Flaco" Ibáñez com Zacarías.
- Carmen Salinas com Cholita.
- Adalberto Martínez "Resortes" com El ladrón.
- María Rojo com Yolanda.
- Sergio Ramos "El Comanche" com Pedro.
- Patricia Rivera
- Ernesto Gómez Cruz com El poeta.
- Leticia Perdigón com Martha.
- Edgardo Gazcón com Salvador.
- Eugenia Avendaño com Enriqueta.
- Fernando Luján com Francisco de Jesús Talamantes.
- Raúl Araiza com Beto.
- Mario Cid
- Justo Martínez
- Loló Navarro
- Lizetta Romo
- Héctor Suárez

## Anàlisi
En una entrevista recollida en el llibre Memorias de posguerra: Diálogos con la cultura del exilio de Manuel García García, el director Luis Alcoriza va descriure la seva pel·lícula així: «[L]a pel·lícula va sortir molt dura. Era una agressió frontal al sistema i a la moral dominant. Hi havia una burla agressiva a la mort que superava la crítica comuna del mexicà». Va agregar, «La gent es va espantar una mica. La peícula és divertida però amb un fons violent. Vaig abordar el tema de la figura de la mare de manera molt frontal i això aquí no està bé vist».